# Stenoterommata leporina
Stenoterommata leporina là một loài nhện trong họ Nemesiidae.
Stenoterommata leporina được miêu tả năm 1891 bởi Simon.